# Simonne d'Ardenne
Simonne Rosalie Thérèse Odile d'Ardenne (1899-1986) est une philologue belge, professeure à l'Université de Liège, spécialiste du moyen anglais.

## Biographie
Née à Verviers (Belgique) en 1899, Simonne d'Ardenne entre en philologie germanique à l'Université de Liège après avoir présenté le jury central. Classée première au Concours universitaire 1929, puis bénéficiaire d'une bourse du FNRS, elle obtient un BLitt à l'Université d'Oxford sous le direction de J.R.R.Tolkien (1932). Dans le cadre de sa thèse d'agrégation de l'enseignement supérieur (1936) réalisée à l'Université d'Oxford, toujours sous la supervision de Tolkien, elle publie l'édition d'une vie de Julienne de Nicomédie, The Liflade ant te Passiun of Seinte Iuliene (Liège, Faculté de Philosophie et Lettres,1936; réédité en 1961 à la Early English Text Society, Londres), selon E.V. Gordon, la plus remarquable édition de textes moyen anglais et la plus importante contribution à l'étude du langage AB depuis la publication de l'article de Tolkien en 1929.
Durant la Seconde guerre mondiale, elle apporte son aide à la Résistance dans les Ardennes.  Elle sauve par exemple un soldat de la RAF auquel elle fait traverser le village déguisée en paysanne dans une charrette tirée par un cheval. Le camion transportant des troupes SS qui les croise les prend pour des villageois.

## Carrière académique et enseignements
Deux ans après son agrégation, elle est nommée chargée de cours, puis, en 1942, professeure ordinaire. Elle enseigne notamment la grammaire comparée, le gotique et le vieux norrois. En 1949, elle crée la Chaire de langue et littérature anglaises du Moyen Âge à l'Université de Liège. Plusieurs doctorats sont réalisés sous sa direction (Paule Mertens-Fonck, M. Devaux, Juliette Dor et Aimé Noël). Elle reçoit le titre de professeure émérite en 1970. A l'occasion de son 80ème anniversaire, des amis et anciens étudiants lui ont offert une petite anthologie de traductions de Pages de littérature anglaise médiévale (Ecritures 79, Cahier du Cercle interfacultaire de littérature de l'Université de Liège, éd. Juliette Dor) en témoignage de leur admiration et de leur affection.
Boursière du British Council à Oxford, lecturer à l'Université du Montana puis à l'Université du Missouri, titulaire de la Chaire belge à University College Londres (où elle reçoit le titre d'Honorary Research Associate), titulaire de la Chaire Francqui à l'Université de Gand, la philologue devient rapidement une personnalité internationale qui est invitée à donner des conférences en France, en Angleterre, aux Pays-Bas, en Norvège et aux Etats-Unis.

## Œuvres
En novembre 1937, d'Ardenne signe une traduction française de la première version du conte de Tolkien Maître Gilles de Ham (qui ne sera publiée qu'en 1975). Elle continue à travailler avec Tolkien à l'édition d'une vie de Catherine d'Alexandrie, mais l'éclatement de la Seconde Guerre mondiale rend difficile la correspondance entre les deux philologues et empêche la finalisation du projet. En 1977, elle sort une transcription de l'intégralité du manuscrit MS Bodley 34: The Katherine Group. Edited from MS. Bodley 34 (Paris, Les Belles lettres), et elle termine ensuite, avec l'aide d'E. J. Dobson (en), son édition de Seinte Katerine (Seinte Katerine : re-edited from MS Bodley 34 and the Other Manuscripts, Londres, Oxford University Press, 1981).

### Simonne d'Ardenne et J.R.R. Tolkien
Même si les deux amis ont moins l'occasion de se fréquenter après les années oxoniennes de la Liégeoise, ils se revoient à plusieurs reprises, que ce soit à Oxford, à Liège ou au domicile de d'Ardenne, à Solwaster, la dernière fois, à l'occasion de la remise du doctorat honoris causa au philologue romancier (sur proposition de son amie Simonne),. Elle lui offrira aussi deux articles, « A Neglected Manuscript of British History », dans English and Medieval Studies Presented to J.R.R.Tolkien on the Occasion of his Seventieth Birthday, (éds  N. Davis et C.L. Wrenn, Londres, Georges Allen et Unwin), en 1962, et, en 1979, « The Man and the Scholar. J.R.R. Tolkien, a Reminiscence » dans l'hommage posthume J.R.R. Tolkien : Scholar and Storyteller. Essays in Memoriam (éds Mary Salu et Robert T. Farrel, Ithaca et Londres, Cornell UP).
On a reproché à Tolkien de négliger ses tâches académiques et de ne pas continuer l'immense travail qu'il avait déjà réalisé sur les textes du Hertfordshire et la langue AB. Il le faisait en toute connaissance de cause, sachant qu'il pouvait compter sur la reconnaissance de deux disciples, Mary Salu et Simonne d'Ardenne, pour mener à bien son œuvre.  Comme l'explique Humphrey Carpenter, après le décès de Gordon, le Maître doit s'adjoindre un autre collaborateur fiable, et il le trouve en la personne de la Liégeoise. On reconnaît son humour "aigu" dans l'emploi de "your collaborateur" dans la dédicace qui figure sur la lettre d'accompagnement du Hobbit: ils le savaient très bien tous les deux, Tolkien avait en effet largement contribué à l'édition de Seinte Iuliene, qui contenait plus de prises de position sur les débuts du moyen anglais qu'il n'en avait publié sous son propre nom. Si le compte rendu de la Seinte Iuliene sous la plume de Gordon était des plus élogieux, il avait néanmoins soigneusement tu la part active qu'avait prise le nouveau romancier dans l'ouvrage que celui-ci supervisait. Il ne voulait en effet pas compromettre la nomination de Simonne d'Ardenne à l'Université de Liège. Le secret a été assez bien gardé jusqu'à la parution d'un article de Douglas A. Anderson en 2003.
Mais cette collaboration allait prendre fin, comme le devine Simonne d'Ardenne lors du congrès international de philologie moderne de Liège en 1951. Impossible en effet de travailler avec quelqu'un dont l'esprit est encombré d'aventures et dont elle se plaint de le savoir perdu dans ses dragons. Il se disait d'ailleurs aussi dans les milieux oxoniens que le Maître avait déraillé, comme le suggère, par exemple, le romancier J.I.M. Stewart, qui le caricature sous les traits d'un exceptionnel savant d'Oxford, perdu dans la rédaction d'un roman de l'apocalypse.